# Луїза Саксен-Гота-Альтенбурзька (1800—1831)
Луїза Саксен-Гота-Альтенбурзька (нім. Luise von Sachsen-Gotha-Altenburg), повне ім'я Луїза Пауліна Шарлотта Фредеріка Августа Саксен-Гота-Альтенбурзька (нім. Prinzessin Luise Pauline Charlotte Friederike Auguste von Sachsen-Gotha-Altenburg), 21 грудня 1800 — 30 серпня 1831) — донька герцога Саксен-Гота-Альтенбургу Еміля Августа та принцеси Луїзи Шарлотти Мекленбург-Шверінської, дружина герцога Саксен-Кобург-Заальфельдського Ернста III, матір принца-консорта Великої Британії Альберта.

## Біографія
Луїза народилась о 12.45 21 грудня 1800 року у замку Фріденштайн в Готі, офіційній резиденції правителів Саксен-Гота-Альтенбурзького герцогства, єдиною дитиною кронпринца Еміля Августа та його першої дружини Луїзи Шарлотти Мекленбург-Шверінської. За два тижні після пологів матір померла. Батько у 1802 одружився вдруге із Кароліною Гессен-Кассельською. 1804 року він став правителем країни. 
Дівчинка виросла при дворі у Готі. Її релігійною освітою займався відомий богослов Фрідріх Людвіг Андреас Регель. Навчання тривало до конфірмації принцеси, що пройшла 26 серпня 1816 року.

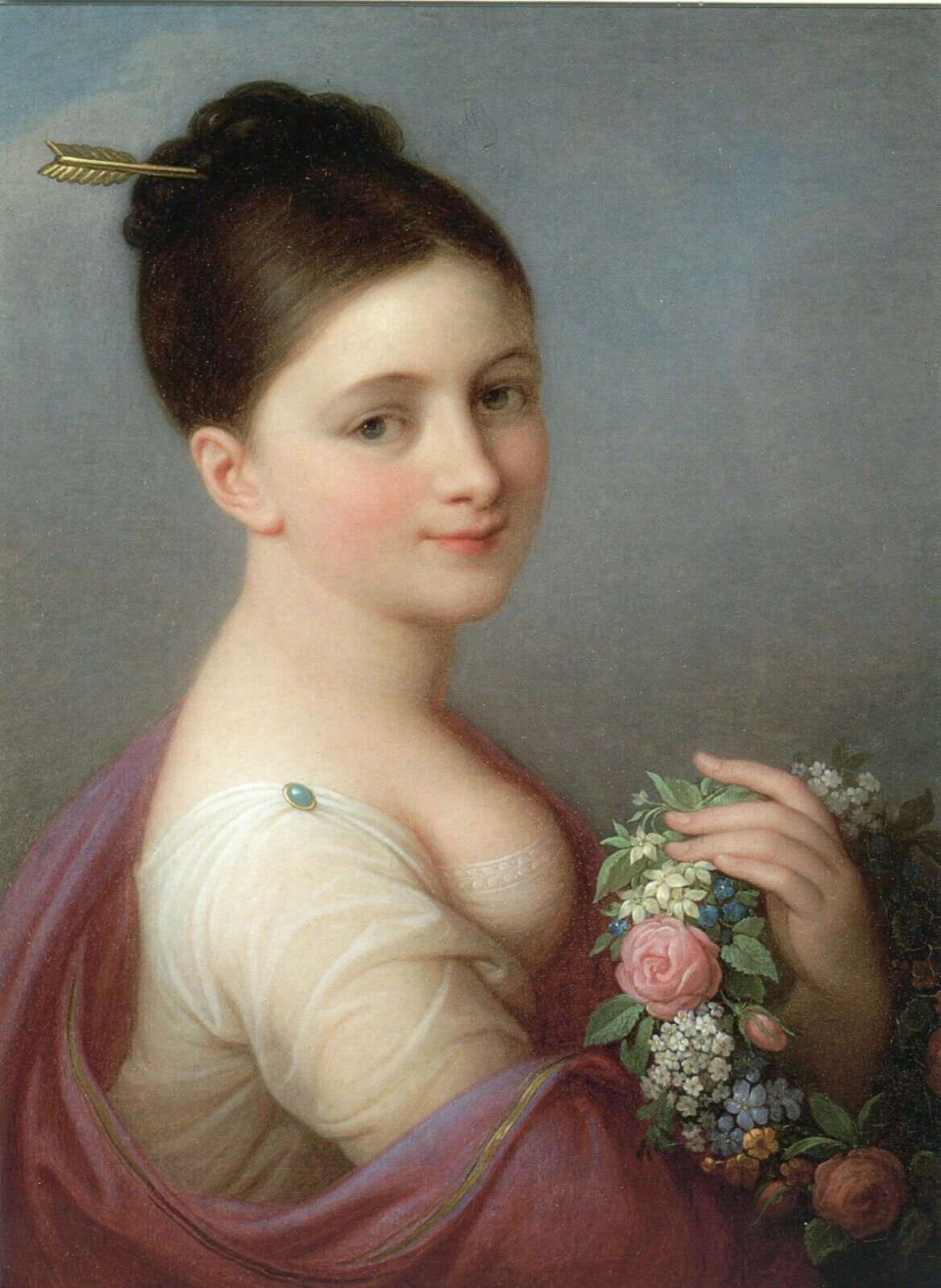
Портрет принцеси пензля Й. М. Ґрассі, 1814

Описували Луїзу як молоду, красиву та розумну дівчину. 20 грудня 1816 року відбулися її заручини з герцогом Саксен-Кобург-Заальфельдським Ернстом III. 31 липня 1817 року у замку Фріденштайн пройшла церемонія одруження. Нареченій було 16 років, нареченому — 33 роки. У шлюбі народила двох синів. Герцогиня із дітьми віддавала перевагу перебуванню у замку Розенау в чотирьох милях від Кобурга, який вважала більш зручним, ніж офіційну резиденцію Еренбург. Її шлюб, укладений з політичних мотивів, не був щасливим. І вона, і Ернст мали позашлюбні зв'язки.
У 1824 році подружжя остаточно роз'їхалося. 2 вересня герцогиня залишила Кобург. Новим місцем проживання стало містечко Санкт-Вендель у князівстві Ліхтенберг, що був ексклавом Саксен-Кобург-Заальфельда. Луїзі заборонили бачитися з дітьми та навіть мати їх портрети. Тим не менш, за нею до Санкт-Веделя виїхав барон Александр фон Ганштайн, із яким її пов'язували романтичні стосунки.
Тривав процес розірвання шлюбу, коли прийшла звістка про смерть бездітного герцога Саксен-Гота-Альтенбургу Фрідріха IV, дядька Луїзи. Герцогиня, в угоді про поділ власності, відмовилася від усіх претензій на батьківську країну, окрім права володіння замком Альтенбург. За рішенням короля Саксонії Фрідріха Августа I, що виступив третейським суддею в питанні спадкоємництва, Саксен-Гота-Альтенбург мав бути знову розділений. Альтенбург відходив герцогу Саксен-Хільдбурґхаузенському, Гота — Ернсту Заальфельдському. Але 31 березня 1826 року було оформлене офіційне розлучення його із Луїзою, тож інші представники ернестинської династії протестували проти отримання Ернстом Готи. Лише у листопаді 1826 була укладена компромісна угода, за якою Заальфельд передавався Саксен-Майнінгенському герцогству, а, натомість, від Саксен-Альтенбурзького герцогства отримував Готу. В результаті, була створена нова держава Саксен-Кобург-Готське герцогство. 
Луїза 18 жовтня 1826 року взяла у Санкт-Веделі таємний шлюб із Александром фон Ганштайном. Новий герцог Саксен-Альтенбургу, Фрідріх, дарував Александру титул графа Пьольцига та Баєрсдорфа, що був створений за назвами маєтків Луїзи. Подружжя провело у Санкт-Веделі кілька щасливих років. Герцогиня брала участь у суспільному житті, народ поважав її, називаючи Landesmutter, матір'ю країни. Смутку Луїзі додавала тільки заборона бачити синів. 
Стан її здоров'я ставав все гіршим. 16 лютого 1831 року подружжя виїхало до Парижу, щоб Луїза мала змогу отримати необхідну допомогу. Лікарі констатували рак. За півроку вона померла у Парижі. Поховали Луїзу у сільській церкві Пефеффельбаху. 1846 року її тіло було перенесено до герцогської усипальниці у церкві Моріца в Кобургу, а у 1860 — знайшло останній притулок у новозбудованому герцогському мавзолеї на цвинтарі Глокенберг.
1840 року її син Альберт узяв за дружину британську королеву Вікторію і став родоначальником нової династії на британському престолі, що, змінивши назву на Віндзорську, і дотепер править країною. Королева Єлизавета є праправнучкою принца Альберта і прапраправнучкою Луїзи Саксен-Гота-Альтенбурзької.

## Родина

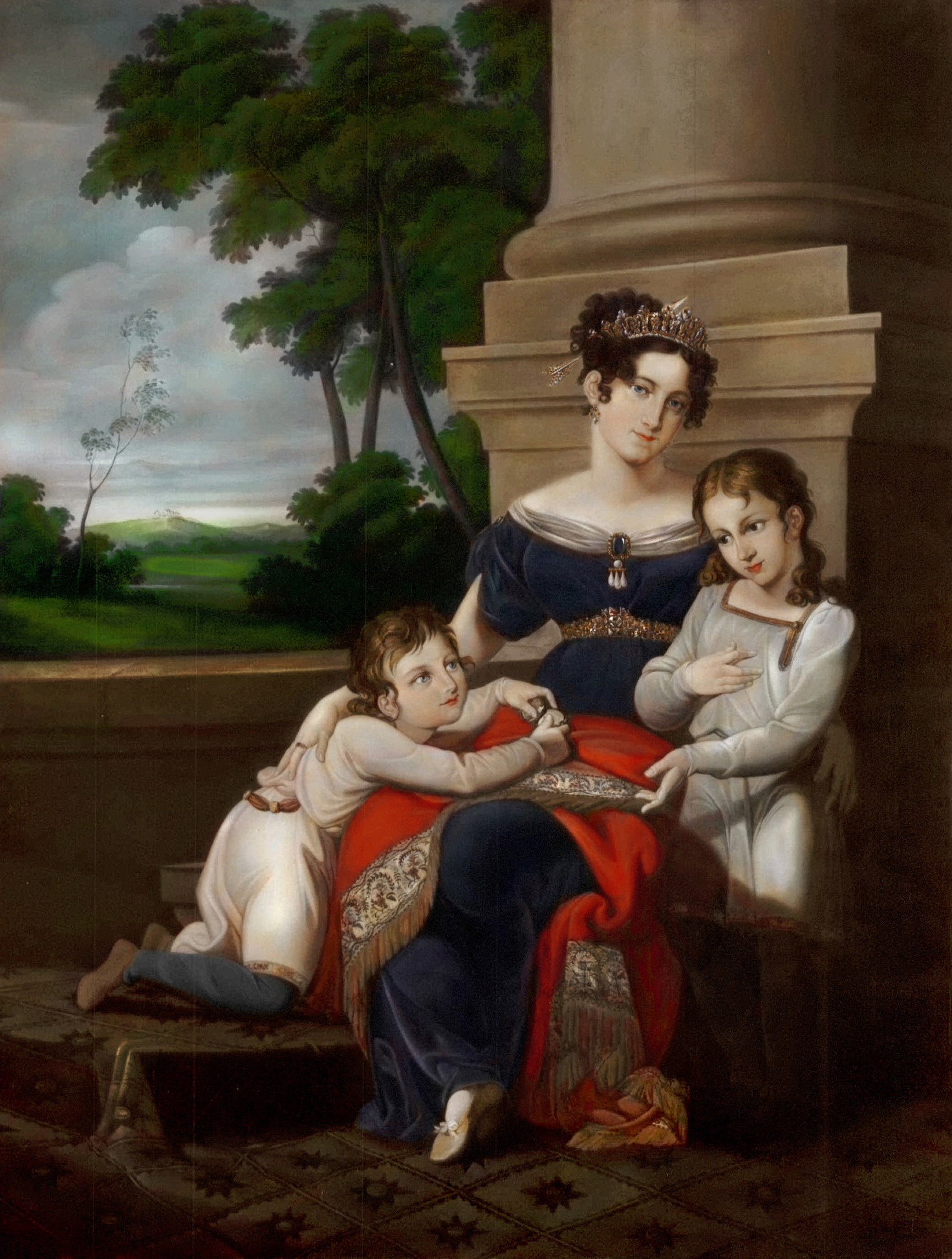
Луїза із синами у 1823. Портрет Людвіга Дьолля

Чоловік — Ернст III, герцог Саксен-Кобург-Готський
Діти:
- Ернст (1818—1893) — герцог Саксен-Кобург-Готський у 1844—1893 роках, був одружений з Александріною Баденською, мав кількох позашлюбних дітей;
- Альберт (1819—1861) — принц-консорт Великої Британії у 1840—1861 роках, чоловік королеви Вікторії, мав дев'ятеро дітей.

Чоловік — барон Александром фон Ганштайном
Дітей не було